# Escut de Torrella
L'escut de Torrella és un símbol representatiu oficial de Torrella, municipi del País Valencià, a la comarca de la Costera. Té el següent blasonament:
| « | Escut partit, primer d'or, tres torres d'atzur aclarides d'argent i ben ordenades (dos-un); segon d'argent, una lluneta muntant d'atzur. Al timbre, corona reial tancada. | » |

## Història
L'escut fou aprovat per Reial Decret de 15 d'octubre de 1982, publicat en el BOE núm. 281, de 17 de juny de 1982.
En l'escut es representen, d'una banda, les armes dels Torrella (dels quals prengué el nom) i, de l'altra, les dels Llançol, uns i altres antics senyors de la població.